# Kanton Herment
Kanton Herment (fr. Canton d'Herment) je francouzský kanton v departementu Puy-de-Dôme v regionu Auvergne. Tvoří ho šest obcí.

## Obce kantonu
- Herment
- Prondines
- Saint-Germain-près-Herment
- Sauvagnat
- Tortebesse
- Verneugheol